# Teofilină
Teofilina (denumită și 1,3-dimetilxantină) este un alcaloid xantinic, asemănător cofeinei, care se găsește în frunzele de ceai (Camellia sinensis), fiind solubilă în apă caldă. Este un inhibitor competitiv al AMPciclic fosfodiesterazei. Are acțiune diuretică. Relaxează musculatura bronhiilor și alți mușchi netezi, stimulează miocardul, stimulează  secreția gastrică, crește diureza și excită sistemul nervos central. Se folosește în tratamentul astmului bronșic și al BPOC, având și efect bronhodilatator.
Este unul dintre produșii de metabolizare ai cofeinei la nivel hepatic.

## Utilizări medicale
Principalele acțiuni ale teofilinei includ:
- relaxarea mușchilor netezi bronhici
- creșterea contractilității și eficienței mușchiului cardiac (inotrop pozitiv)
- creșterea frecvenței cardiace (cronotrop pozitiv)[10]
- creșterea presiunii arteriale
- creșterea fluxului sanguin renal
- efecte antiinflamatorii
- efect stimulator asupra sistemului nervos central, în special asupra centrului respirator medular.

Principalele utilizări terapeutice ale teofilinei sunt pentru tratarea:
- bolii pulmonare obstructive cronice (BPOC)[11]
- astmului
- apneei la sugari[12]
- blocarea acțiunii adenoizinei, un neurotransmițător inhibitor care induce somnul, contractă mușchii netezi și relaxează mușchiul cardiac.
- tratarea durerii de cap post-puncție durală[13][14]